# جاك ليتل (لاعب كرة قاعدة)
جاك ليتل (بالإنجليزية: Jack Little)‏ هو لاعب كرة قاعدة أمريكي، ولد في 12 مارس 1891 في مارت في الولايات المتحدة، وتوفي في 27 يوليو 1961 في دالاس في الولايات المتحدة.